# Herb Zinnowitz
Herb Zinnowitz – herb gminy Zinnowitz stanowi francuską średniowieczną, dzieloną w słup tarczę herbową, na której w pierwszym srebrnym polu w lewo odwrócony złoty konik morski, w drugim niebieskim polu zielona gałąź cisu z czerwonymi owocami. 
Herb został zaprojektowany przez mieszkankę gminy Cornelię Eisold i zatwierdzony 12 maja 1995 przez Ministerstwo Spraw Wewnętrznych (Bundesministerium des Innern, für Bau und Heimat).

## Objaśnienie herbu
Konik morski w herbie został zapożyczony z herbu gminnego z 1951, który nie spełniał wymagań heraldycznych. Ma symbolizować miejscowość jako miejscowość wypoczynkową. Gałąź cisu ma symbolizować słowiańskie pochodzenie nazwy gminy (Tzys = cis). Kolory wskazują na  przynależność miejscowości do Pomorza Przedniego.